# Mattiastrum dielsii
Mattiastrum dielsii är en strävbladig växtart som beskrevs av Joseph Friedrich Nicolaus Bornmüller. Mattiastrum dielsii ingår i släktet Mattiastrum och familjen strävbladiga växter. Inga underarter finns listade i Catalogue of Life.